# Rinpung
Rinpung, även känt som Rinbung, är ett härad (dzong) som lyder under staden Shigatse i Tibet-regionen i sydvästra Kina.